# 丁浚
丁浚（？—？），號見源，浙江湖州府歸安縣籍，餘姚縣人，明朝政治人物。

## 生平
萬曆十三年（1585年）乙酉科浙江鄉試舉人。萬曆二十年，登壬辰科第三甲第二百二十八名進士。都察院觀政，二十一年授貴池知縣，二十七年復除固始縣，三十一年升刑部主事，三十二年江南审决，三十四年升员外郎，三十五年升济南府知府，四十年正月升四川按察司副使。四十一年考察調簡，四十四年補南阳府知府，四十七年六月升河東盐運使，天啓二年（1622年）正月考察去职。

## 家族
曾祖父丁孝學；祖父丁綸；父親丁鉉。